# Koshikibu no Naishi
Koshikibu no Naishi (小式部内侍?   999 - 1025) fue una poetisa y dama de honor japonesa que vivió a mediados de la era Heian. Su padre fue Tachibana no Michisada y su madre fue la poetisa Izumi Shikibu. Está reconocida en la lista de Nyōbō Sanjūrokkasen (女房三十六歌仙?) como una de las mejores poetistas del japonés medieval. También está incluida en la antología poética Hyakunin Isshū.

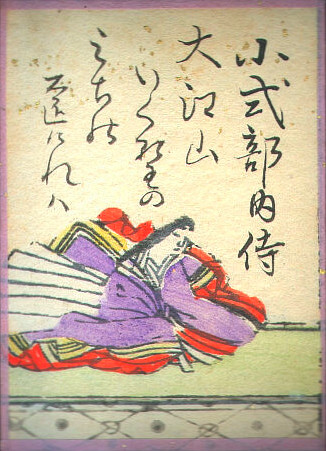
Koshikibu no Naishi en el Hyakunin Isshū.

Tuvo relaciones amorosas con varios cortesanos tales como Fujiwara no Norimichi, Fujiwara no Sadayori, Fujiwara no Norinaga, entre otros. En 1025, cuando dio a luz un hijo de Fujiwara no Kinnari, falleció a la edad de 26 años.